# Марина Лизоркина
Марина Сергеевна Лизоркина (на руски: Марина Серге́евна Лизоркина) е руска певица и художничка. Бивша членка е на женската поп-група „Серебро“.

## Биография
Родена е на 9 юни 1983 г. в Москва. На 3 години тя се премества с родителите си в Крим. От 6 до 10 години учи в Судакската детска музикална школа. По-късно се връща в Москва, където пее в хор. Завършва музикално училище с пиано. На 16 години е приета в Института за съвременно изкуство (ИСИ) във Факултета по естрада. Пее в група „Формула“, с които прави няколко песни за сериала „Обречённая стать звездой“.
През 2006 г. Лизоркина подписва договор с продуцента Максим Фадеев да участва в група Серебро, с които печели 3-то място на международния конкурс Евровизия 2007. С нейно участие, групата издава четири сингъла, които се изкачват на #1 място в Русия, както и албума „ОпиумRoz“.
През март 2009 г. се състои изложба-представяне на „Самсара“, на която са представени серия от картини, нарисувани от Лизоркина в стила на сюрреализма.
През юни 2009 г. тя напуска група „Серебро“, за да продължи кариерата си на художник.
От 19 ноември до 18 декември 2009 г. в Москва е организирана втората самостоятелна изложба на Марина Лизоркина. Изложбата „Всичко зависи от ВАС“ получава името си от социална поредица от картини, обърнати към хората в неравностойно положение. Парите от продажбата на 6 картини от тази поредица отиват за благотворителност към различни благотворителни организации.
На 17 март 2011 г. в ресторант „Andreas“ се провежда третата самостоятелна изложба, в която тя представя платна от новата си работа „Blossom“, с елементи на сухи цветове.
През 2015 г. произведения на Лизоркина се показват и извън Русия.

## Дискография
| - „На полчаса“ (2004) - „Лето“ (2004) - „Пароход“ (2004) - „Амстердам“ (2004) | - „Song #1“ (2007) - „Дыши“ (2007) - „Опиум“ (2008) - „Скажи, не молчи“ (2008) |